# Ashot II de Armenia

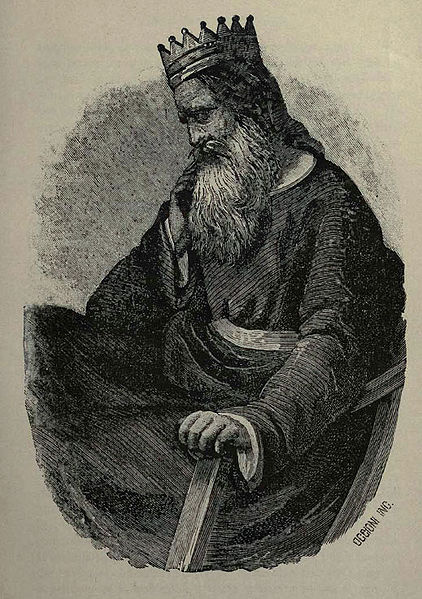
Retrato de Ashot Yerkat en el «Illustrated Armenia and Armenians» de 1898.

Ashot II o Ashot II Yergat (en armenio Աշոտ Բ) fue un monarca armenio, tercer rey de la dinastía Bagratuni, que reinó entre 914 y 929.
Hijo y sucesor del rey Smbat I, durante su reinado fue objeto de diversas rebeliones por pretendientes al trono y por invasiones extranjeras, que fueron sofocadas con éxito, por lo que se le recuerda por el epíteto Yergat o Yerkat (Երկաթ), "el Hierro".

## Biografía
Ashot II sucedió a su padre Smbat I tras su trágica muerte en 914. Smbat había luchado para rechazar una invasión lanzada por el emir del Azerbaiyán iraní, Yúsuf ibn Abi 'l-Saŷ, pero cuando Smbat se rindió fue torturado y decapitado en Yernjak. Con su control de las tierras centrales de Armenia, Yusuf instaló a Ashot el Sparapet ("general máximo"), hijo de Shapuh y primo hermano de Ashot II, en Dvin como el "anti-rey" de la Armenia Bagrátida. Presionado por las fuerzas de Yusuf, con la mediación del Catolicós, Ashot se desplazó ese mismo año a Constantinopla para pedir ayuda a la regente de la corona Zoe Karbonopsina, madre del joven emperador Constantino VII.
Allí, Ashot fue bien recibido, y se creó una fuerza bizantina para ayudar a Armenia en su lucha contra los árabes. Este ejército, acompañó a Ashot, dirigido por el Doméstico de las escolas, León Focas, marchando al año siguiente hasta el Alto Éufrates, entrando en Taron, encontrando escasa oposición de los árabes.  El otro Ashot, el antirrey y los ejércitos de Yusuf no pudieron detener el avance bizantino, que no llegó a capturar Dvin por la llegada del invierno. Sin embargo, la fuerza de su ejército había llevado a Ashot a una posición de poder en Armenia. logrando infligir numerosas bajas entre los árabes.
Todavía con el control de Dvin por parte de Ashot el Sparapet, la guerra civil hizo estragos entre 918 y 920, hasta que el pretendiente finalmente reconoció su derrota. Otras numerosas rebeliones en Armenia también tuvieron lugar, pero Ashot fue capaz de salir vencedor. En 919, Yusuf, que había instigado una rebelión fallida contra el califa, fue reemplazado por un gobernador árabe más negociador, Subuk. En 922 fue reconocido como soberano de Armenia por el califa abasí de Bagdad y Subuk lo reconoció como Shahanshah o "rey de reyes", lo que le convertía en el soberano de todos los demás gobernantes de Armenia.
Irónicamente, a los bizantinos no le sentaron bien las estrechas relaciones de Ashot con los árabes y enviaron una nueva fuerza al mando del Doméstico de las Escuelas, Juan Curcuas, también de ascendencia armenia, para interrumpir la posición de Ashot como rey y apoyar a los rebeldes que luchaban contra él. En 928, Curcuas alcanzó Dvin en un intento fallido de capturar la ciudad, que fue defendida tanto por los árabes como por Ashot. En 923, el califa, para hacer frente a problemas locales, liberó a Yusuf, invistiéndolo como gobernador de Azerbaiyán y desde allí retornó a Armenia para enfrentarse contra su viejo enemigo Ashot. Ante la petición de tributos a los gobernantes armenios, encontró una considerable resistencia en Ashot II. Una y otra vez, Ashot fue capaz de derrotar los ejércitos árabes enviados contra él durante varios años. Finalmente, en 929, Yusuf murió y se produjo una lucha por el poder entre las familias iranias y kurdas rivales en Azerbaiyán, lo que redujo la amenaza árabe en Armenia. El emperador bizantino Romano Lecapeno también dirigió su atención desde el este hacia la lucha contra los árabes en Siria. 
Ashot se casó con María de Kachum, hija del príncipe Sahak, fundador del Reino de Artsaj, pero murió sin hijos o herederos. Su hija Ripsime se casó con el duque de Sofía, Nicolás. Tuvieron un hijo que llegaría a ser el zar Samuel de Bulgaria. Fue sucedido c. 929 por su hermano Abas.

## Cultura popular
Ashot II ocupa un lugar destacado como personaje de la novela histórica del siglo XIX, Gevorg Marzpetuni, del escritor armenio, Muratsan.